# Tomba del Soldat desconegut

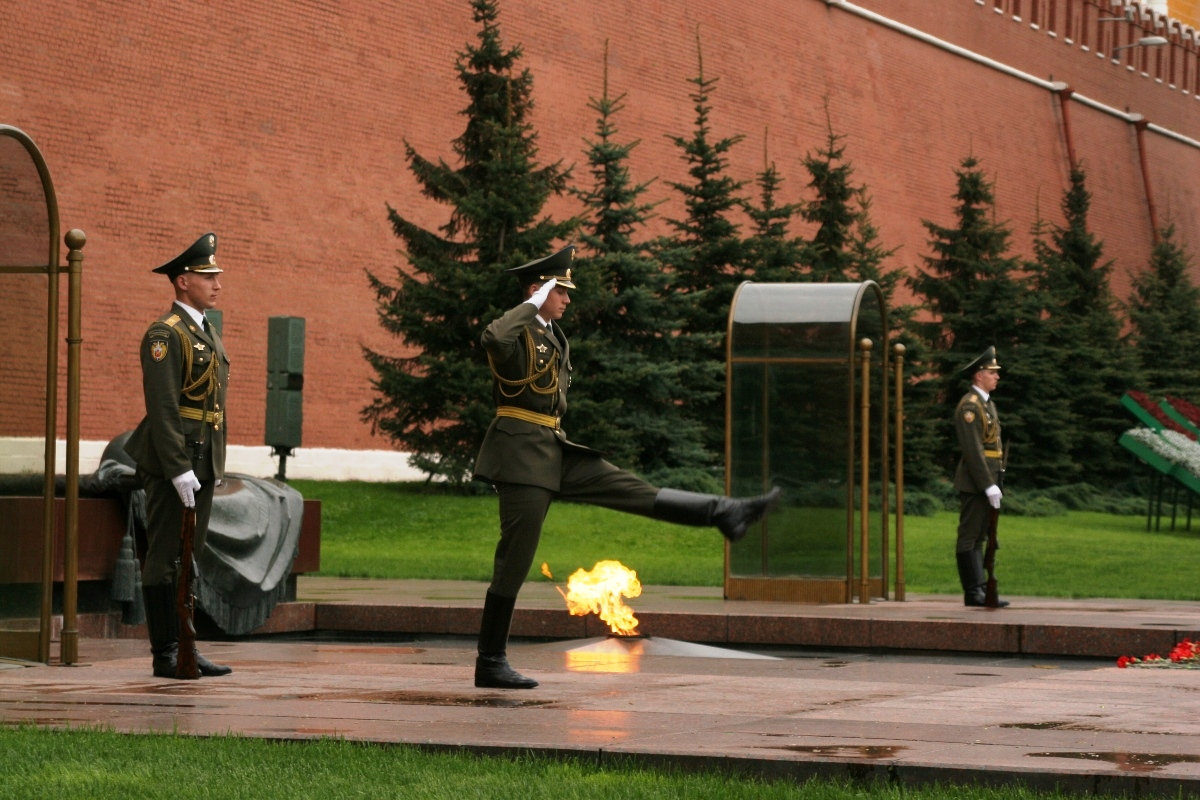
Cerimònia a la tomba del Soldat desconegut a Moscou el 2005.

La tradició de la tomba del Soldat desconegut va néixer de la Primera Guerra Mundial i es troba a nombrosos països. Aquesta tomba conté les restes d'un soldat mort al combat i del que se n'ignoren el nom i alguna vegada fins i tot la nacionalitat.
La primera tomba del Soldat desconegut es troba a Londres a l'abadia de Westminster i data de 1920. França ha seguit l'any següent amb una tomba del Soldat desconegut col·locada sota l'arc de Triomf en honor dels combatents morts durant la Primera Guerra mundial.

## Al món
- Anglaterra: la tomba del Soldat desconegut, a Londres.
- Bèlgica: veure Columna del Congrés a Brussel·les.
- Canadà: la tomba del Soldat desconegut, a Ottawa.
- Catalunya: el Fossar de les Moreres, conté les restes de combatents desconeguts morts durant la defensa de Barcelona, en la Guerra de Successió Espanyola (1701-1715).
- Estats Units: tomba dels Soldats desconeguts, al Cementiri nacional d'Arlington, prop de Washington.
- França: la tomba del Soldat desconegut, a París.
- Grècia: la tomba del Soldat desconegut, a Atenes (vegeu foto).
- Iraq: la tomba del Soldat desconegut, a Bagdad.
- Itàlia: la tomba del Soldat desconegut situada al monument a Víctor Manuel II d'Itàlia a Roma.
- Portugal: la tomba del Soldat desconegut, al Monestir de Batalha.
- Romania: la tomba del Soldat desconegut, a Bucarest.
- Rússia: la tomba del Soldat desconegut, a Moscou.
- Algèria: la tomba del Soldat desconegut, a Alger.